# (16644) Otemaedaigaku
(16644) Otemaedaigaku est un astéroïde de la ceinture principale.

## Description
(16644) Otemaedaigaku est un astéroïde de la ceinture principale. Il fut découvert le 16 septembre 1993 à Kitami par Kin Endate et Kazuro Watanabe. Il présente une orbite caractérisée par un demi-grand axe de 2,30 UA, une excentricité de 0,15 et une inclinaison de 6,7° par rapport à l'écliptique.

## Compléments